# Francisco Herrera el Vell
Francisco Herrera, el Vell (Sevilla, cap a 1590 – Madrid, cap a 1656) fou un pintor i gravador espanyol del segle d'or espanyol. El 1619 s'examina de pintor i el 1656 es trasllada a Madrid, on mor. Possible deixeble de Francisco Pacheco, les seves obres mostren influències del seu estil i de Juan de Roelas. Destaca el seu coneixement d'altres artistes com Francisco de Zurbarán i Diego Velázquez. Va ser el pare de Francisco de Herrera el Jove, un altre pintor Barroc de l'anomenat segle d'or espanyol.

## Obra
Cap a 1610, va dibuixar la portada d'un llibre amb la figura de Sant Ignasi de Loiola. El 1617 va pintar Pentecosta, que es conserva al Museu del Greco (Toledo), i Sant Llorenç, a la catedral de Huelva.
En 1624 va realitzar Sant Hermenegild, que guarda l'antiga església del mateix nom, a Sevilla. El 1626 va començar la sèrie duta a terme amb Francisco de Zurbarán per a l'església de Sant Bonaventura (Sevilla), on va pintar Sant Bonaventura rep l'hàbit franciscà, que es conserva al Museu del Prado; Santa Caterina i la família de Sant Bonaventura, a la Universitat Bob Jones (Grenville, Carolina del Sud, EUA), i Sant Bonaventura nen, presentat a Sant Francesc i Comunió de Sant Bonaventura, ambdós de 1628.
A més, destaquen altres obres: Sant Dídac (col·lecció particular, Madrid, 1627), una estampa representant a la Santíssima Trinitat amb els retrats de Felip IV i la seva dona, una altra del Comte-duc d'Olivares i la seva dona, un gran quadre representant el Judici Final (parròquia de Sant Bernat de Sevilla, 1628), Bevedor (Worcester Art Museum, EUA, 1635), Job (Museu de Belles Arts de Rouen, 1626) i La Sagrada Parentela (Museu de Belles Arts de Bilbao, 1627).
En 1639 va pintar Sant Basili dictant la seva doctrina (Museu del Louvre), així com dibuixos amb figures d'apòstols (Galleria degli Uffizi de Florència, Museu del Prado i Reial Acadèmia de Belles Arts de San Fernando de Madrid). En 1643, Sant Josep amb el Nen (Museu de Belles Arts de Budapest); el 1647, Miracle del pa i dels peixos (Palau Arquebisbal de Madrid); el 1648, Sant Jose amb el Nen (Museu Lázaro Galdiano, Madrid), i el 1650, Cec tocant la flauta de Pan (Museu d'Història de l'Art de Viena).
- Fabricant d'escombres
- Epifania (1653), al MNAC[2]
- La curació de Sant Bonaventura nen per Sant Francesc (1628), al Museu del Louvre

## Estil
Juntament amb Juan de Roelas, és considerat un pintor de transició del manierisme al barroc. Roelas era més gran que ell, cosa que va condicionar que la seva obra es veiés influïda pel primer estil. Tots dos van preparar el terreny per a la introducció del tenebrisme, quan Josep de Ribera va començar a enviar els seus quadres massivament a través del port sevillà. Herrera tenia un estil vigorós i dinàmic, molt atrevit per al to general del panorama artístic de Sevilla. Potser va ser això el que va enllaçar més bé amb el dramatisme intens que traspuava l'obra del corrent caravaggesc. Va treballar a Sevilla fins al 1638, any en el qual es va traslladar a Madrid, on va conèixer Diego Velázquez. És possible fins i tot que aquest, també d'origen sevillà, hagués estat durant un període molt breu deixeble d'Herrera, segons l'historiador Antonio Palomino.

## Testimonis de viatgers
Durant l'Expedició Reial, el 1837, el militar carlista Felix Lichnowsky va estar a Villar de los Navarros (Saragossa, on recorda que hi va veure una «Coronació de la Verge, per Herrera pare».